# بال‌های زندگی
بال‌های زندگی (ایتالیایی: Le ali della vita) یک مجموعه تلویزیونی ایتالیایی به کارگردانی «استفانو رئالی» است که در سال ۲۰۰۰ منتشر شد.

## بازیگران
- سابرینا فریلی
- ویرنا لیزی
- ماریزا مرلینی
- آنا ریتا دل پیانو
- لیا تانتسی
- رناتو دِ کارمینه
- جووانا دی رائوزو
- روبرتو شوالیه
- میریام کاتانیا
- پائولا تیتسیانا کروچانی
- آندره‌آ تیدونا
- گلاوکو اونوراتو
- فرانچسکو بنینیو
- پیا ولسی